# طريف بن مالك
أبو زرعة طريف بن مالك قائد عسكري خلال الفتح الإسلامي للأندلس، يعتبر أول مسلم دخل الجزيرة الإيبيرية في مهمة عسكرية.
اختلف المؤرخون حول أصل طريف بن مالك، فذكر ابن عذاري أنه من البربر، وأخذ برأيه محمد عبد الله عنان في كتابه «دولة الإسلام في الأندلس»، وقال صاحب كتاب «أخبار مجموعة في فتح الأندلس» أنه من موالي موسى بن نصير، فيما ذكر ابن خلدون أنه ينتسب إلى النخع وهم بطن مذحج. وهو ما نقله المقري التلمساني عنه. وأخذ بهذا الرأي شكيب أرسلان. ورجح محمود شيت خطاب أنه من البربر من قبيلة برغواطة.
التحق طريف بن مالك بجنود الفتوحات الإسلامية عندما وصلوا المغرب الأقصى، وكان على رأس أول حملة عسكرية يرسلها موسى بن نصير والي أفريقية من قبل الدولة الأموية لاستطلاع أراضي الجزيرة الأيبرية في رمضان عام 91 هـ. تكونت الحملة من 400 مقاتل ومائة فارس حملتهم أربع سفن، ونزلت بهم في الموضع الذي عرف بعد ذلك بجزيرة طريف. شجع نجاح تلك الحملة موسى بن نصير على استكمال مخطط الفتح الإسلامي لأيبيريا، الذي بدأ فعليًا بنزول جيش طارق بن زياد في جبل طارق في رجب عام 92 هـ.